# Damon Salvatore
Damon Salvatore is een personage uit de boekenreeks The Vampire Diaries. In de gelijknamige televisieserie wordt de rol vertolkt door Ian Somerhalder.
Damon is de belangrijkste antagonist aan het begin van de televisieserie, maar hij groeit uit tot een protagonist
Na de eerste afleveringen gaat Damon samenwerken met zijn broer Stefan en zijn vriendin Elena Gilbert. Katherine Pierce(Katerina Petrova) maakte Damon in 1864 een vampier. Zijn vader schoot hem neer, waarna Stefan – die al vampier was – hem ertoe overhaalde om bloed te drinken van een meisje, waardoor de transformatie werd voltooid. Damon maakte hierop de belofte om het leven van zijn broer zuur te maken.